# Plesiócrono
O termo plesiócrono é derivado do grego plesio, que significa próximo, e chronos, que significa tempo. Ele se refere ao fato do sistema plesiócrono funcionar com todos os sub-sistemas quase mas não perfeitamente sincronizados.
De acordo com as recomendações do ITU-T, os sinais de um sistema são plesiócronos se eles tem a mesma taxa nominal, sendo as variações de taxa limitadas em limites definidos.  Em geral os sistemas plesiócronos se comportam de modo semelhante aos sistemas síncronos exceto pelo fato de necessitarem de algum modo de lidar com os escorregamentos de sincronismo que ocorrem devido a natureza plesiócrona do sistema.  
O sistema mais conhecido é a Hierarquia Digital Plesiócrona - PDH (Plesiochronous Digital Hierarchy), utilizado na transmissão de informações digitais originadas por tráfego de dados e voz. Nos sistemas modernos existe uma tendência de utilizar sistemas que são ou assíncronos, como a Ethernet, ou fundamentalmente síncronos como a Hierarquia Digital Síncrona -  SDH (Synchronous Digital Hierarchy).